# Kanton Vesoul-Est
Der Kanton Vesoul-Est war bis 2015 ein französischer Wahlkreis im Arrondissement Vesoul, im Département Haute-Saône und in der Region Franche-Comté. Sein Hauptort war Vesoul. Der Kanton Vesoul-Est wurde im Jahr 1973 mit der Aufteilung des ehemaligen Kantons Vesoul gebildet.

## Gemeinden
Der Kanton umfasste zwölf Gemeinden und einen Teil der Stadt Vesoul.
| Gemeinde                            | Einwohner | Code postal | Code Insee |
| ----------------------------------- | --------- | ----------- | ---------- |
| Colombier                           | 379       | 70000       | 70163      |
| Comberjon                           | 190       | 70000       | 70166      |
| Coulevon                            | 206       | 70000       | 70179      |
| Frotey-lès-Vesoul                   | 1423      | 70000       | 70261      |
| Montcey                             | 222       | 70000       | 70358      |
| Navenne                             | 1641      | 70000       | 70378      |
| Quincey                             | 1037      | 70000       | 70433      |
| Varogne                             | 115       | 70240       | 70522      |
| Vellefrie                           | 100       | 70240       | 70534      |
| Vesoul                              | 17.168    | 70000       | 70550      |
| La Villeneuve-Bellenoye-et-la-Maize | 140       | 70240       | 70558      |
| Villeparois                         | 167       | 70000       | 70559      |
| Vilory                              | 95        | 70240       | 70569      |

1. ↑  Teil der Gemeinde